# Salome
För andra betydelser, se Salome (olika betydelser).

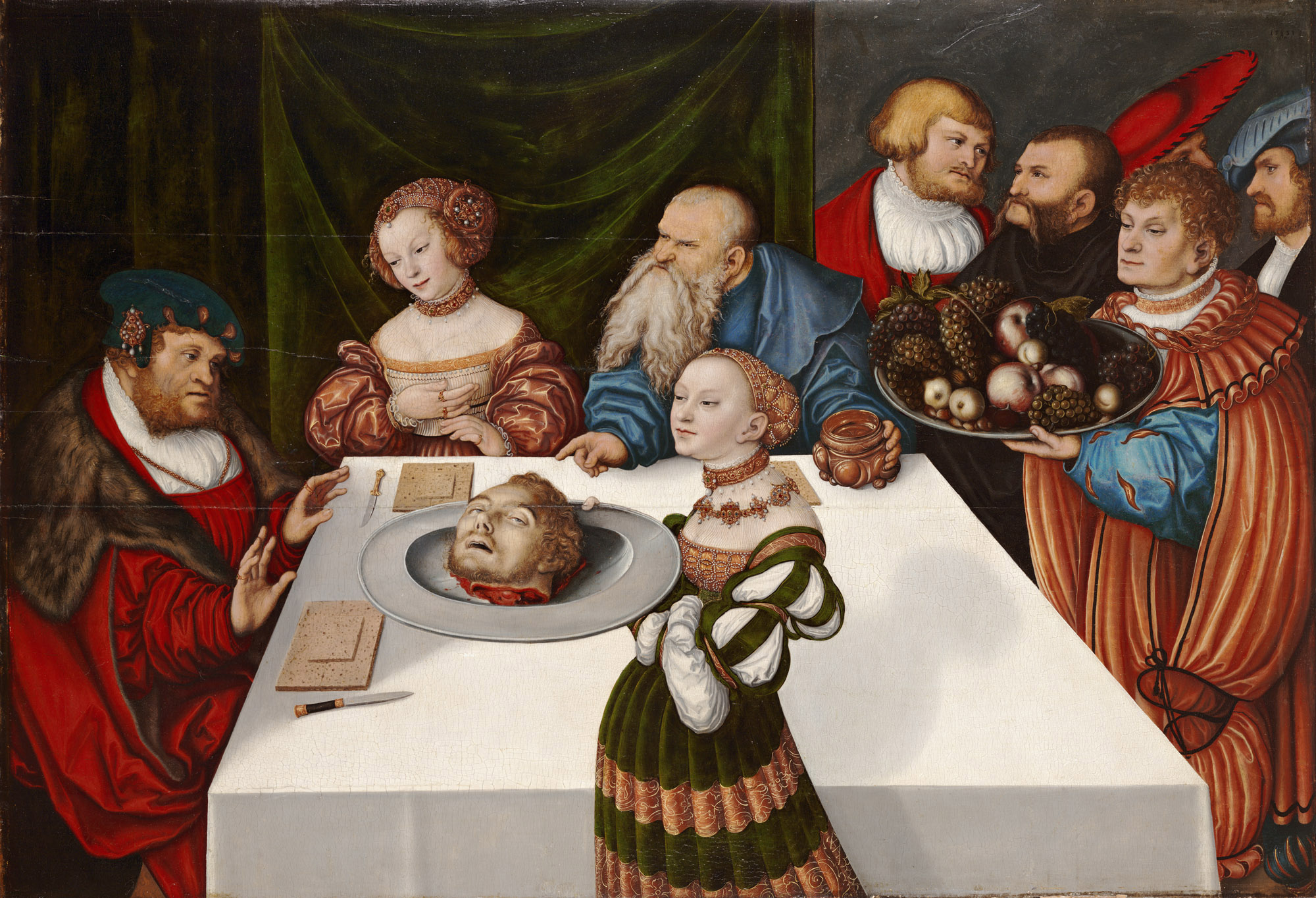
Herodes gästabud av Lucas Cranach den äldre (1531). I mitten avbildas Salome med Johannes Döparens huvud på ett fat.

Salome (på hebreiska: שלומית Shlomit), död efter år 34, var en herodiansk prinsessa som levde under det första århundradet. Hon är berömd för den händelse i bibeln där hon dansade för sin styvfar Herodes Antipas och på sin mor Herodias inrådan bad om Johannes döparens huvud på ett fat.

## Biografi
Salome var dotter till prins Herodes II av Judeen (d. 33 e.Kr.) och hans halvbrors dotter Herodias. Salome var sondotter till kung Herodes den store på sin fars sida och barnbarn till Herodes den store på sin mors sida. Hennes födelseår är okänt. Hennes mor skilde sig på eget initiativ från hennes far och gifte om sig med sin förra svåger Herodes Antipas, romersk lydfurste av Galiléen. Det är oklart när detta omgifte ägde rum, men det bör ha skett före år 33 eftersom Herodes II dog det året.
Det var efter hennes mors andra giftermål som den berömda scenen där Salome framförde en dans för sin styvfar ska ha ägt rum, och som slutade med Johannes Döparens död. Det ska ha ägt rum år 30, eftersom Johannes Döparen uppges ha dött det året. 
Salome gifte sig första gången med sin farbror tetrarken Herodes Filippos,  romersk lydfurste av Batanaea, som avled år 34. Hon gifte sig andra gången med sin kusin Aristobulos av Chalkis, romersk lydfurste av Calkis och kung av Mindre Armenien.

## Legenden om Salome
Salome omskrivs både i Matteusevangeliet (kapitel 14, vers 6) och Markusevangeliet (kapitel 6, vers 22), dock utan att nämnas vid namn. Uppgiften om hennes namn kommer från den judiske historikern Josefus.
Salome dansade de sju slöjornas dans för sin styvfar vid festligheterna på hans födelsedag. Hon lät alla sju slöjor hon var klädd i falla till marken, en efter en under dansens gång – detta i löfte om att som belöning få vad hon än önskade sig. Efter dansen bad hon, på inrådan av sin moder Herodias, om Johannes döparens huvud på ett fat. Orsaken till att den vackra Herodias önskade att Johannes döparen halshöggs var att han hade klandrat Herodias för dennas äktenskap med en släkting, sin frånskilda (och levande) före detta makes broder.

## Dramat i konsten

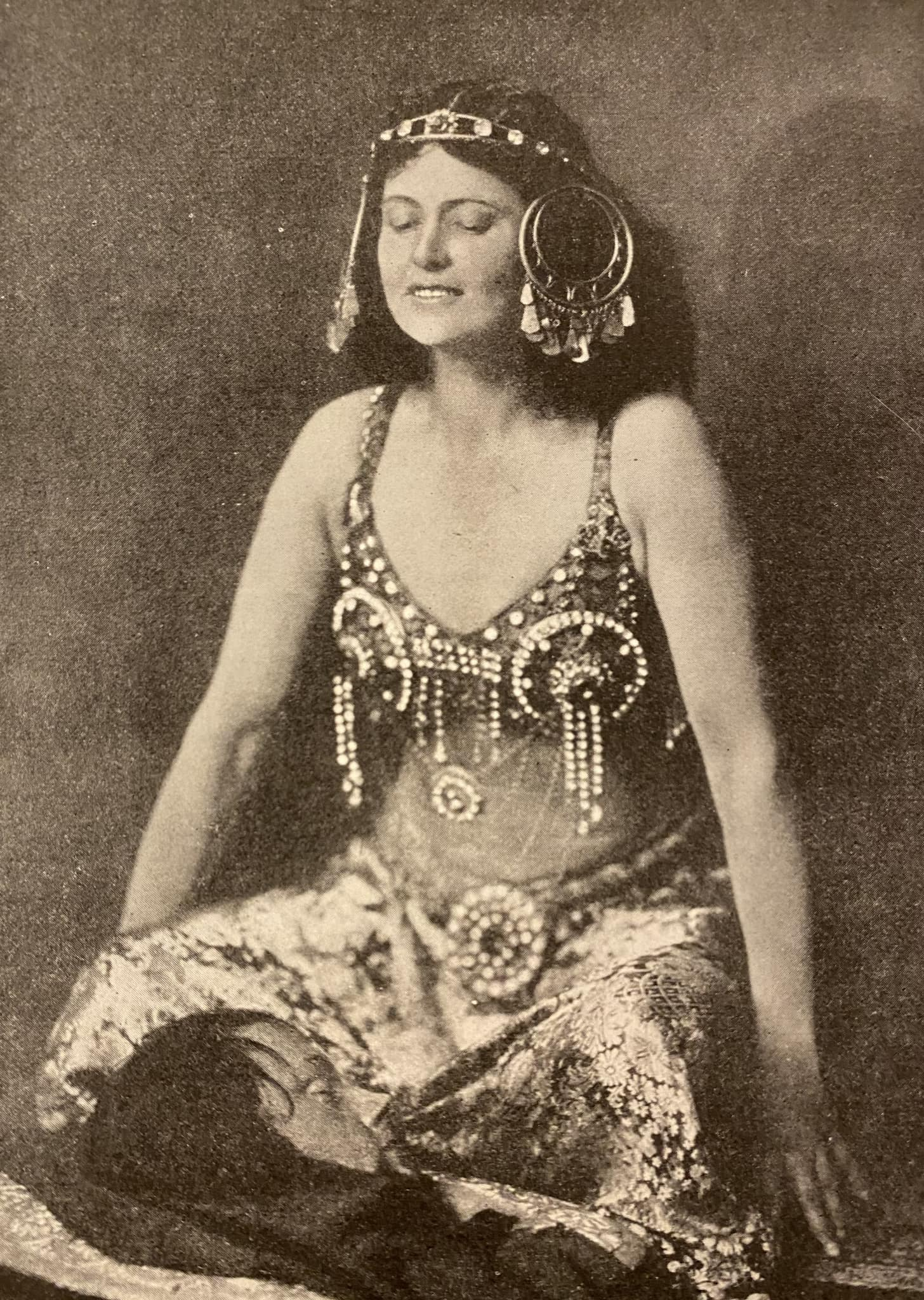
Lillan H. von Granfelt som Salome ca 1921

Oscar Wilde skrev ett drama med samma namn. I dennes variant är det Salome själv som är kär i Johannes Döparen, vilken dock förskjuter henne, varvid Salome själv vill hämnas detta. Salomes dans är ett omtyckt ämne i den europeiska konsten. Hon har blivit avbildad av bland annat Tizian, Gustave Moreau, Gustav Klimt och Aubrey Beardsley. Richard Strauss såg en föreställning av Oscar Wildes drama och fick ingivelse till att skriva sin enaktsopera Salome, alltjämt spelad på världens stora operahus.
I diktverket Atta Troll, Ein Sommernachtstraum (Atta Troll: en sommarnattsdröm), 1842, av författaren Heinrich Heine vill Herodias ha Johannes Döparens huvud på grund av passionerad kärlek.

## Filmatiseringar (urval)
- Salomé (1918), med Theda Bara som Salome.[14]
- Salome (1922), med Alla Nazimova som Salome.[15]
- Salome - danserskan (1953), med Rita Hayworth som Salome.[16]
- Visage (2009), baserad på myten om Salomé som spelas av Laetitia Casta.[17]
- Wilde Salome (2011), av Al Pacino, Salomé spelas av Jessica Chastain.[18]

## Galleri

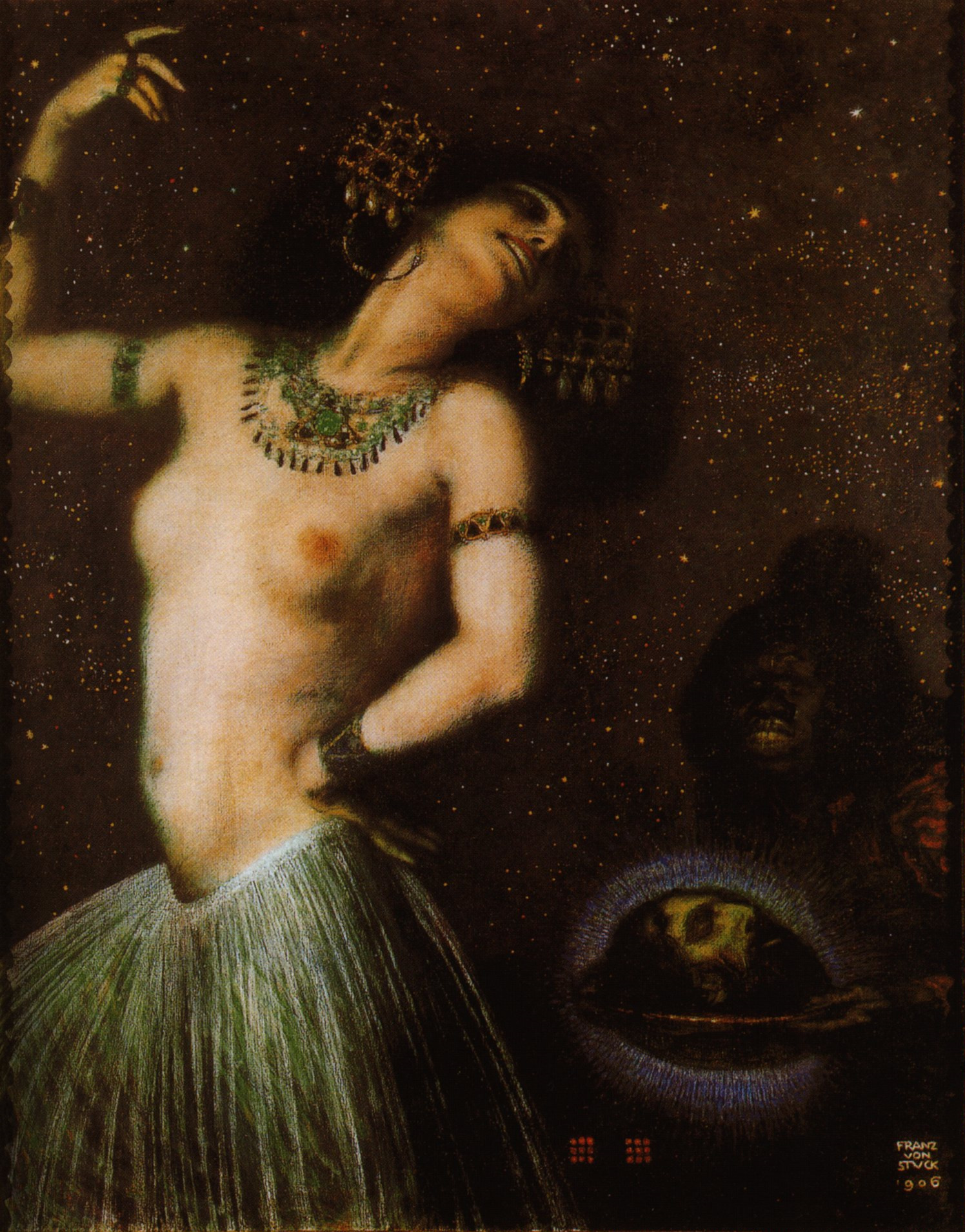
Franz von Stuck (1906)
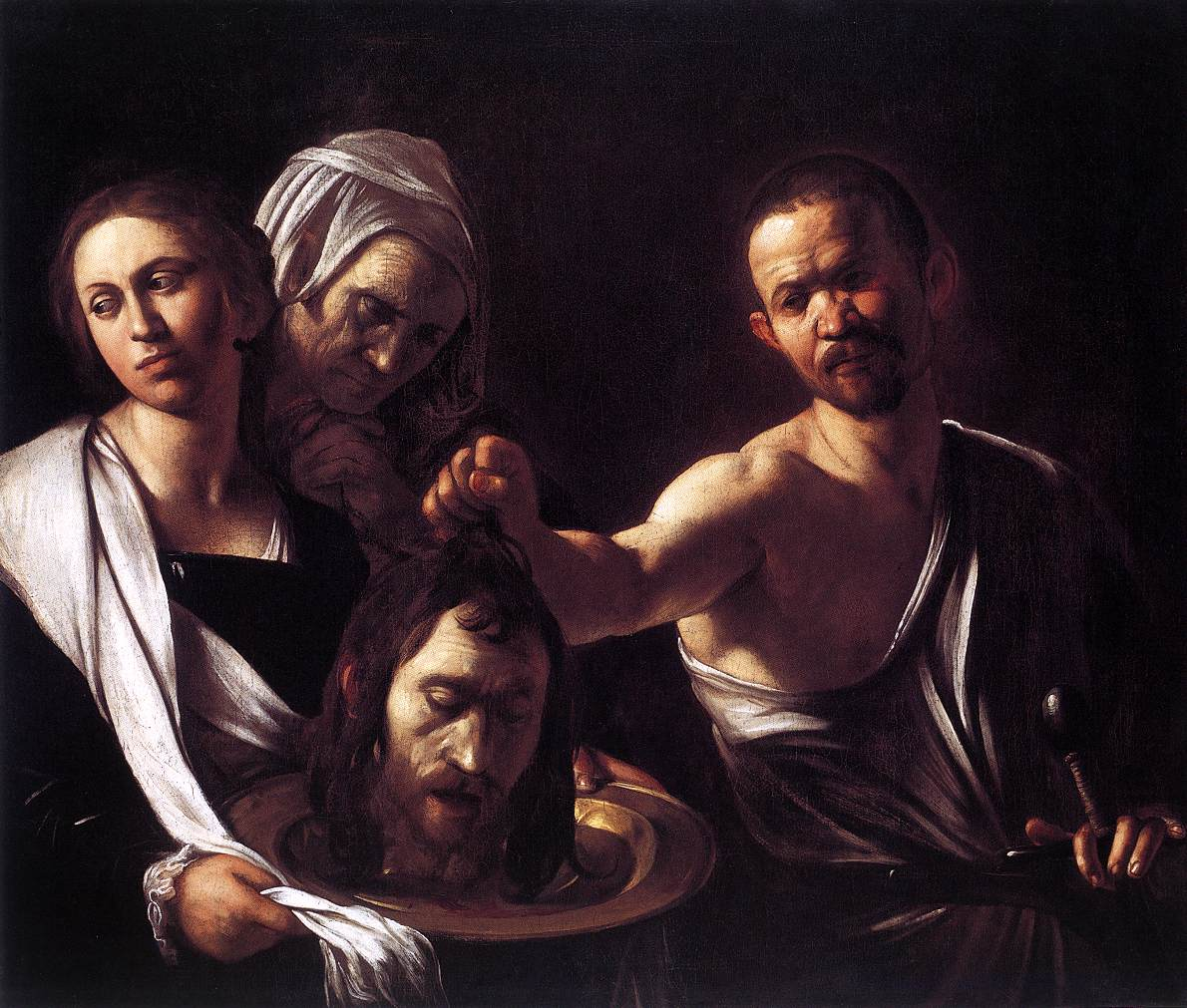
Caravaggio (c 1600)
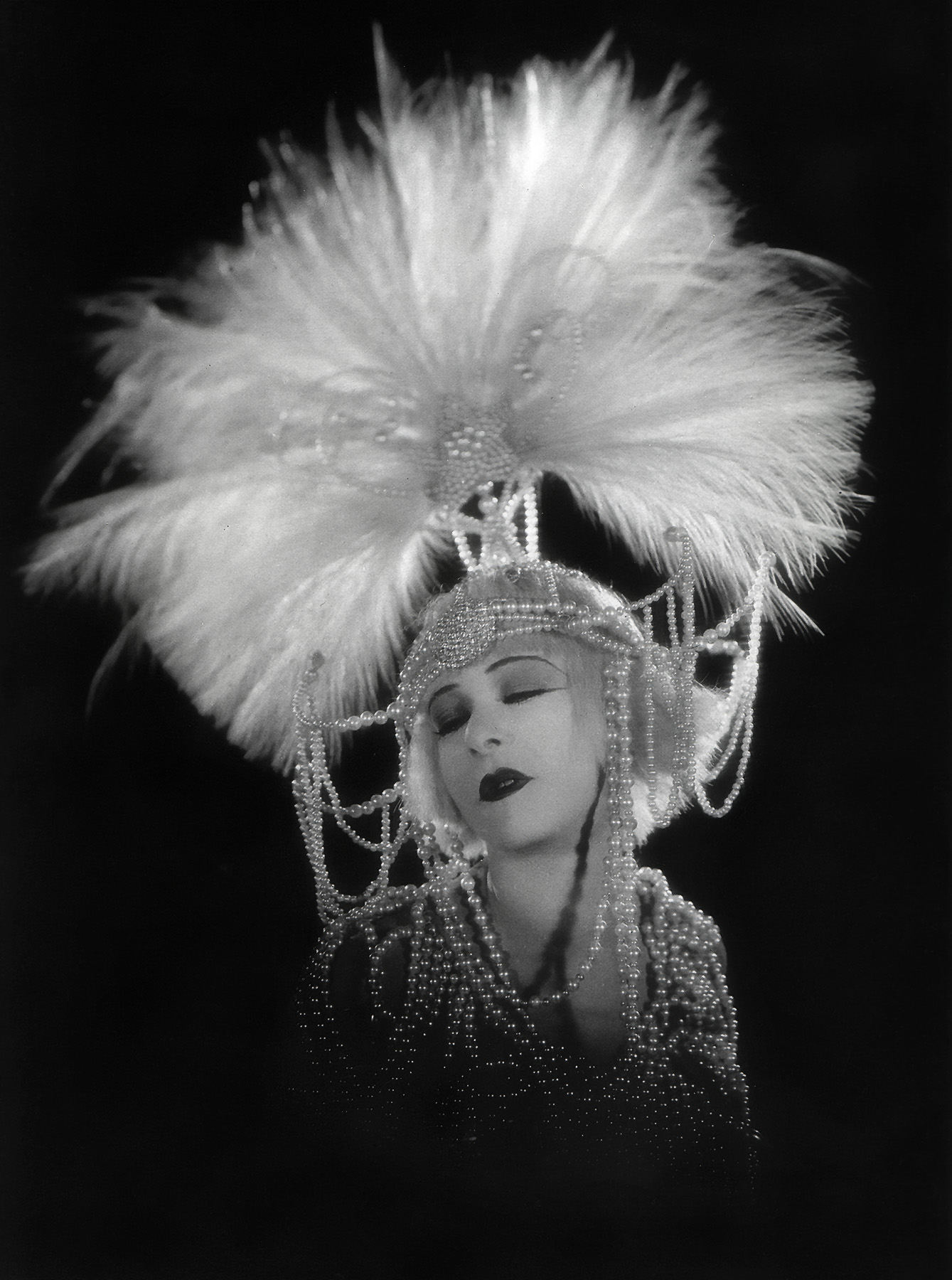
Stumfilmstolkning av Wildes Salome med Alla Nazimova, 1923